# Young Stribling
William Lawrence Stribling, Jr., soprannominato "King of the Canebrakes" (Bainbridge, 26 dicembre 1904 – Macon, 3 ottobre 1933), è stato un pugile statunitense.
Pugile dotato di grandissima abilità difensiva, fu uno dei migliori mediomassimi e massimi del decennio a cavallo tra gli Anni '20 e '30.
La morte prematura a 28 anni gli tolse la possibilità di coronare la carriera con un titolo mondiale
Nel corso della più intensa carriera che un peso mediomassimo / massimo abbia mai avuto (290 incontri) perdette un solo incontro prima del limite, il 3 luglio 1931 contro Max Schmeling.
L'incontro, valido per il campionato mondiale dei pesi massimi, fu dichiarato Ring Magazine fight of the year per il 1931 da Ring Magazine.
Incontrò e spesso batté tutti i migliori mediomassimi della sua epoca, tra cui Mike McTigue, Maxie Rosenbloom, Tommy Loughran, Paul Berlenbach, Battling Levinsky.
Combatté spesso anche tra i massimi, incontrando oltre a Schmeling, tra i nomi più noti, anche Jack Sharkey e Primo Carnera.
La International Boxing Hall of Fame lo ha riconosciuto fra i più grandi pugili di ogni tempo.

## La famiglia e gli inizi
La famiglia Stribling, attori e acrobati di vaudeville, arrivò a Spokane nel 1911 con il Sullivan and Considine Vaudeville Circuit, in cui eseguiva un numero acrobatico intitolato "Four Novelty Grahams".
Da ragazzo, Young Stribling aveva imparato a tenere in considerazione gli altri esseri umani da Pa e Ma Stribling, una coppia credente originaria dal rurale sudovest della Georgia.
Ma era la sua allenatrice, indossava i guanti e gli faceva da sparring partner sul ring. Pa gli faceva da manager e promoter.
Nato nel 1904 a Baingridge, Georgia, Young Stribling ed il fratello minore trascorsero la maggior parte della loro infanzia nel mondo dello spettacolo.
Gli Stribling viaggiavano spesso per esibirsi con un proprio spettacolo di vaudeville, in cui la famiglia si esibiva al completo, che includeva numeri ginnici e di equilibrismo e che terminava con un breve incontro di pugilato tra i due fratelli William (Young) e Herbert (Baby), di 4 e 2 anni.
Lo spettacolo durò diversi anni ed era così popolare da aver attraversato 38 Stati prima di stabilirsi a Macon, Georgia, prima della prima guerra mondiale.
Come backstage tra gli atti dello spettacolo, gli Stribling leggevano la Bibbia insieme e pregavano prima di ogni performance, come Young avrebbe in seguito pregato prima di ogni match, quando sarebbe diventato un pugile professionale.
Senza badare a dove si esibissero, di domenica andavano sempre in chiesa e, nel “Lord's Day”, il Giorno del Signore, evitavano sempre qualsiasi forma di allenamento fisico.
“Strib”, come era anche chiamato William “Young”, frequentò la Macon's Lanier High School, dove eccelse come attaccante nella squadra di basket che vinse il campionato nazionale del 1922.
Stribling era uno dei migliori giocatori di basket delle high school di tutti gli Stati Uniti. Era noto come un ottimo tiratore. La sua squadra finì al torneo interscolastico nazionale di Chicago, ma lui fu giudicato non idoneo a giocare perché era un pugile professionale.
Era anche un accanito ed abile pilota di aerei, amava volare.

## La carriera
Stribling divenne professionista nel 1921. Quando morì, a 28 anni, aveva disputato 290 incontri perdendone solo 15, di cui uno solo prima del limite, un KOT subito nel 1931 durante un incontro valido per il campionato mondiale dei massimi contro il detentore del titolo, il tedesco Max Schmeling.
Stabilì una serie di record tuttora imbattuti tra i pesi mediomassimi e i massimi, categorie in cui combatteva pur essendo un mediomassimo naturale: il maggior numero di incontri in un anno (55), il maggior numero di vittorie prima del limite (128), il minor numero di sconfitte e sconfitte prima del limite rapportato al numero di incontri disputati. L'ex campione James J. Corbett lo definì “il miglior peso massimo, rapportato al proprio peso, che sia mai vissuto”.
In contrasto con i promotori di boxe degli Anni '20, Stribling denigrava la violenza e la crudeltà nel pugilato professionale, e praticava un pugilato di tipo scientifico che privilegiava la vittoria ai punti rispetto al KO.
Attirò l'attenzione dei media per la sua eccellenza schermistica già dal suo primo incontro da professionista, sostenuto a poco più di 16 anni ad Atlanta. Non aveva nemmeno finito le scuole superiori e aveva già combattuto 75 incontri da professionista.
Dopo il primo dei match importanti, quello pareggiato il 4 ottobre 1923 contro il campione mondiale dei mediomassimi, l'irlandese Mike McTigue, Stribling fu assediato da offerte per boxare dovunque negli Stati Uniti, in Europa, Sudamerica e Africa. In tempi in cui la televisione ancora non esisteva, la gente voleva vedere il giovane prodigio della boxe in persona. L'anno di maggior successo per Stribling fu il 1925, quando la famiglia acquistò un bus e fece dei tour coast-to-coast negli Stati Uniti, per dare ai fan delle città di provincia la possibilità di vedere delle esibizioni del popolare campione.
Pa Stribling qualche volta gli fece incontrare i campioni locali, mettendo in palio un premio in denaro considerevole a chiunque fosse riuscito a battere suo figlio. Quell'anno “Strib” combatté 33 incontri. Il tour, inoltre, contribuì a rendere popolare il pugilato, e contribuì a formare una reputazione di limpida sportività e vita salubre di cui Stribling godeva: non fumava, né beveva, né utilizzava sostanze di nessun tipo per stimolare le proprie prestazioni.
Nel tour del 1927, in cui Stribling non utilizzò più il bus, disputò 55 incontri, di cui uno solo pareggiato e uno perso ai punti. Nel 1928 ne disputò 38, vincendoli tutti prima del limite tranne due. Il tour finì con tre avversari messi fuori combattimento in tre città diverse nel giro di quattro giorni, senza che nessun incontro si protraesse oltre il 2º round.
Come pugile professionista Stribling si allenava abitualmente nella fattoria di famiglia di Ochlocknee, vicino a Thomasville, in Georgia. Stribling era affiliato alla massoneria statunitense: nel 1927 divenne Maestro Massone nella Loggia n. 117 di Ochlocknee (oggi sciolta) e, nel 1928, a Macon, divenne Massone del 32º rito scozzese. Era impegnato anche nella vita religiosa, insegnando nella scuola domenicale per atleti della Scuola Metodista di Mulberry Street, a Macon, ed era membro praticante della Chiesa Metodista di Vineville. Nel periodo in cui era all'apice della sua carriera, Stribling pilotava un piccolo aereo di sua proprietà per recarsi ai match che disputava in giro per gli Stati Uniti e prestava servizio come luogotenente nella riserva delle forze armate aeree USA.
Di bella presenza e di personalità affascinante, Stribling era un giovane alto, dagli occhi azzurri e dai capelli castani, che riceveva offerte per posare come modello dalle maggiori aziende d'abbigliamento e per apparire sui palcoscenici di Broadway. I più grandi pugili si facevano fotografare con lui, compreso il campione mondiale dei massimi Jack Dempsey. Nel 1926, il successo nella boxe di Stribling gli aveva procurato guadagni per oltre un milione di dollari.
“Strib” aveva festeggiato il suo ventunesimo compleanno sposando Clara Kinney, una studentessa del Brenau College: lui e Clara ebbero tre figli. Nonostante avesse perso la sfida mondiale dei massimi contro Jack Sharkey, a Miami Beach, nel 1929, a 23 anni “Strib” aveva combattuto più round come professionista di qualsiasi altro pugile della storia, e aveva messo fuori combattimento più avversari di chiunque altro. In seguito nel 1929, "Strib" intraprese il suo primo tour europeo, durante il quale fu sconfitto a Londra per un'irregolarità da un futuro campione mondiale dei massimi, battendolo un mese più tardi a Parigi.
Nel 1930 fece un secondo tour europeo, durante cui sconfisse i campioni di Germania, Gran Bretagna, Italia e Belgio.
Tornato negli Stati Uniti, in convalescenza per essersi rotto la mano sinistra, sconfisse il campione dei pesi massimi di Norvegia. Stribling perse la sua grande possibilità di diventare campione mondiale dei massimi il 3 luglio 1931, contro Max Schmeling, con un KO tecnico decretato a 14 secondi dalla fine del 15º round, la fine dell'incontro.
Fu il primo incontro ai massimi livelli ad essere trasmesso in diretta dalla radio nazionale degli Stati Uniti.
Durante il 1932, "Strib" si recò in Australia per un tour accompagnato dalla moglie e dai bambini, e durante l'autunno si trasferirono in nave in Sudafrica, dove sconfisse il campione nazionale di fronte a una folla di 15.000 spettatori. Agli inizi del 1933 "Strib" tornò a Parigi per battere, di nuovo, il campione del Belgio a cui aveva dato la rivincita.

## La morte
Young Stribling morì il 3 ottobre 1933, all'età di 28 anni, in uno scontro tra la sua motocicletta ed un'automobile.
L'incidente accadde il 1º ottobre, domenica, nei dintorni di Macon.
Ad una velocità di 50 km/h, "Strib" si stava recando all'ospedale per visitare la moglie convalescente dopo la nascita del loro terzo figlio, avvenuta due settimane prima. Agitò una mano per salutare un amico che passava in auto, e non si accorse dell'auto che sopravveniva dietro a quella del suo amico. Il veterano di quasi 300 incontri che, grazie alla sua abilità difensiva, non portava un segno in volto delle battaglie da cui era uscito, tentò di schivare la seconda auto, ma era troppo tardi. Il parafango dell'auto colpì Stribling, schiacciandogli e praticamente strappandogli via il piede sinistro, facendolo cadere sulla strada e procurandogli la frattura del bacino.
Stribling fu ricoverato nello stesso ospedale che ospitava sua moglie e il figlio appena nato. Rimase cosciente quasi fino alla fine "con lo stesso spirito che aveva mostrato domenica, quando lo avevano raccolto dal ciglio della strada", scrisse un giornale. "Bene, ragazzo," aveva detto al suo amico Barrow, che era stato il primo a raggiungerlo, a terra accanto alla moto incidentata, con il piede penzolante dalla gamba, a cui rimaneva attaccato ad un unico tendine, "Credo che questo significhi che dovrò fare un bel po' di footing".
All'inizio i medici nutrirono delle speranze, dopo avergli amputato il piede sinistro. Ma la sua vitalità incominciò ad andarsene. I medici rimasero stupiti dalla forza con cui rimase aggrappato alla vita quando la sua temperatura raggiunse i 42 gradi ed il polso la frequenza di 175.
Stribling morì alle 6:00 del mattino di martedì 3 ottobre. Il giorno seguente, il suo corpo fu esposto nell'Auditorium municipale di Macon.